# Кайл Коупленд
Кайл Коупленд (англ. Kyle Copeland; нар. 19 травня 1961) — колишня американська тенісистка.
Здобула 1 парний титул туру WTA.

## Фінали Туру WTA

### Парний розряд: 2 (1-1)
| Результат | Ранг | Дата            | Турнір                      | Покриття | Партнерка   | Суперниці                       | Рахунок          |
| --------- | ---- | --------------- | --------------------------- | -------- | ----------- | ------------------------------- | ---------------- |
| Перемога  | 1.   | 26 вересня 1983 | Bakersfield Open 1983, США  | Тверде   | Лорі Макніл | Енн Генрікссон Патрісія Медрадо | 6–4, 6–3         |
| Поразка   | 1.   | 15 липня 1984   | Brasil Tennis Cup, Бразилія | Тверде   | Penny Mager | Джилл Гетерінгтон Елен Пеллетьє | 3–6, 6–2, 6–7(7) |